# 薛峰乡
薛峰乡是中国陕西省渭南市韩城市下辖的一个乡。

## 行政区划
薛峰乡下辖以下行政区：
薛峰村、共峪村、王家庄村、裕峰村、峰川村、居峰村、录峰村、卫峰村、香山村、林峰村